# 장난감

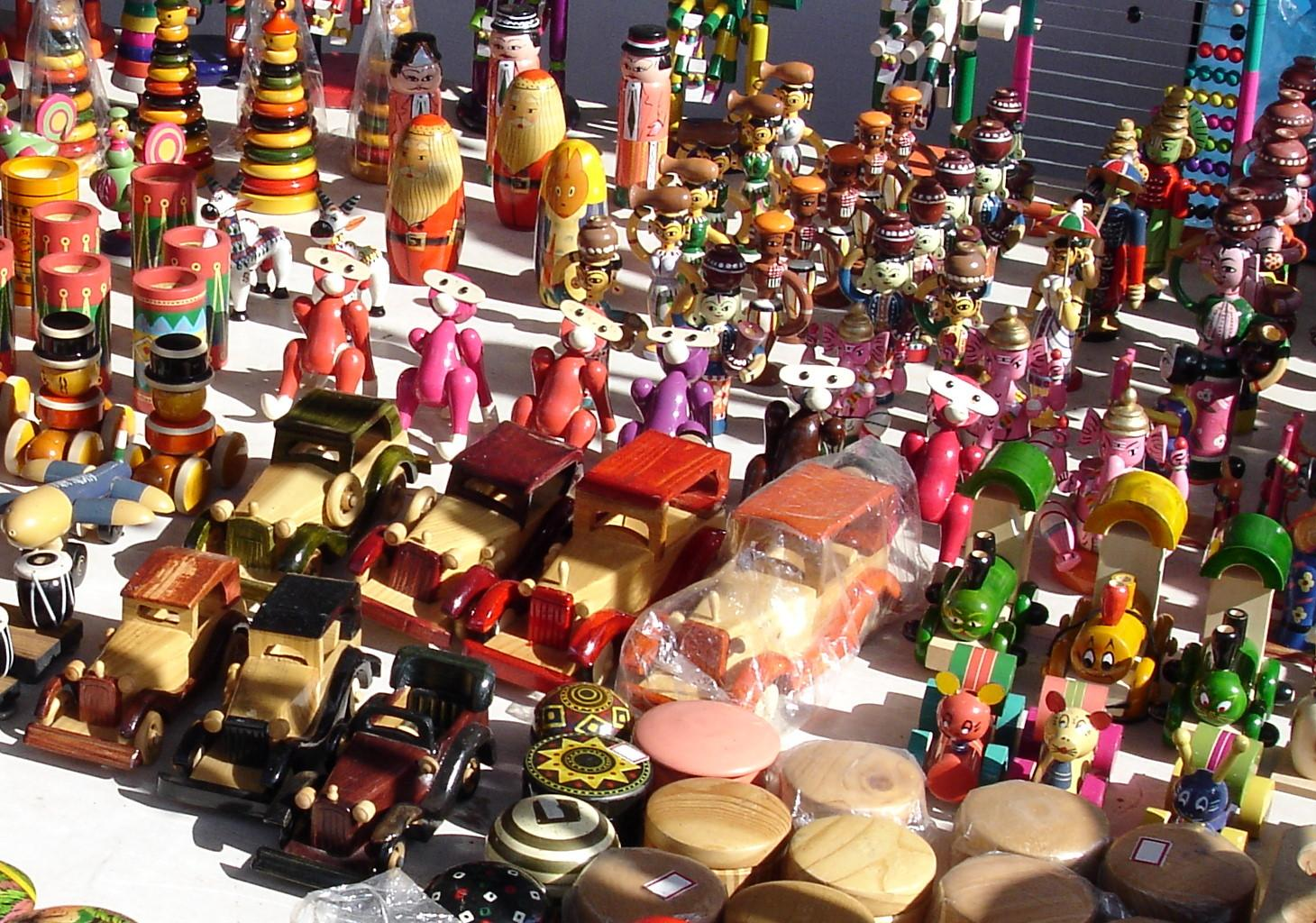
인도의 다양한 전통 나무 찬나팟나 장난감

장난감(문화어: 놀이감) 혹은 완구(玩具)는 놀이에 사용되는 물건이다. 장난감들은 주로 어린 아이들과 가정동물에 관련된 물건으로 여겨지지만 청소년과 성인과 노인과 야생 동물들도 장난감과 놀기도 한다.어떤 장난감들은 오직 수집용으로 쓰이기도 한다. 포유류에 속하는 어린 동물들은 솔방울, 음식, 돌을 장난감으로 삼으며, 애완견도 인형이나 공같은 장난감을 갖고 놀 수 있다. 인간들은 선사 시대때부터 장난감을 사용한 것으로 알려진다. 인더스 문명, 고대 이집트, 고대 그리스와 로마에서 돌과 찰흙으로 만들어진 장난감의 흔적을 찾아 볼 수 있다. 장난감은 아이들에게 인지력과 창조력을 길러 주는 역할을 한다. 인형, 미니카(장난감 차), 퍼즐, 수집용 장난감과 육체적 활동을 할 때 사용되는 장난감 등 여러 종류가 있다.

## 역사
최초의 장난감들은 바위, 막대, 점토와 같은 천연 물질로부터 만들어졌다. 수천년 전, 이집트의 어린이들은 돌, 도토리, 나무로 만든 가발 및 이동식 팔다리가 있는 인형을 갖고 놀았다.

## 아동용 완구
아동용 완구를 교육적 입장에서 대별하면 정서교육(情緖敎育) 완구와 과학교육(科學敎育) 완구로 나눌 수 있다.
집짓기 장난감 따위는 전자에 속하고, 금속제의 자동차나 기차 따위는 후자에 속한다. 창조 능력의 개발을 위해서는 전자가 알맞고, 여러 가지 과학지식을 주입시키는 데는 후자가 적당하다. 그러나 이러한 것들은 시판되고 있는 완구에 관한 분류이다. 더욱 넓게는 모래사장에서나 소꿉놀이하는 자리에서 우리가 흔히 볼 수 있는 소재는 모두가 어린이들의 창작력(創作力)을 북돋우는 완구가 되는 것이다.
유아의 지혜를 발달시키는 완구의 대표적인 것은 집짓기 따위의 구성완구(構成玩具)이다. 구성완구는 아동의 창의와 연구심을 길러 줄 뿐만 아니라 상상력도 풍부하게 만들어 준다.
움직이는 완구의 대표적인 것은 전차나 자동차 따위 금속제 완구이다. 그 대다수가 동력으로 전동기·용수철 등을 이용하였고, 동력의 전달 방법은 톱니바퀴의 결합이다.

## 성인용 완구
성인들의 마음을 끄는 완구는 그만큼 내용에서 깊이가 있어야 한다. 성인이 즐기는 완구의 공통점의 하나는 구성력과 상상력을 지닌 완구이고, 또 하나는 상식에 도전하는 이른바 의외성(意外性)을 지닌 완구이다. 15숫자 맞추기라는 완구가 예의 하나다. 차례차례로 빈자리를 메우는 손질을 거듭함으로써 어떤 순열(順列)에서 다른 순열로 되도록 손쉽게 변환시키는 데 목적을 둔 완구이다. 6개 팀을 한줄로 세우는 방법에는 몇 가지가 있겠는가 하는 문제까지 생각하도록 이끌어 나간다.

## 종류
완구는 크게 다음과 같이 나눌 수 있다.
- 공
- 모형 만들기 재료
- 인형, 동물, 축소 모형

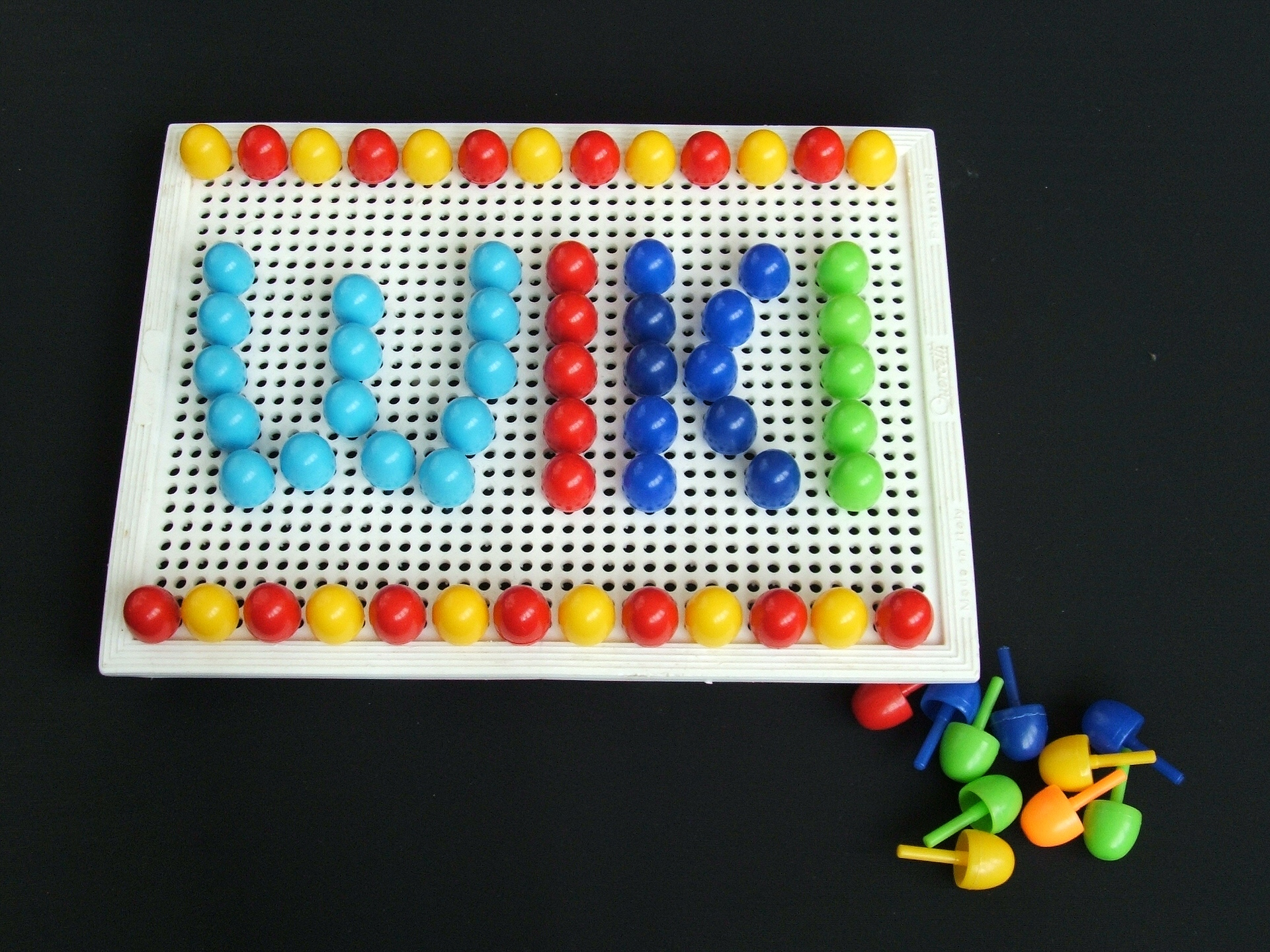
나무못 꽂기

- 조종 가능한 모형(자동차, 비행기, 헬기, 연 등)
- 퍼즐
- 운동 기구
- 수집 도구
- 전자 완구
- 기타(책, 영화 등)

## 완구 제조 업체
- 아카데미과학
- 마텔
- 반다이
- 교쇼
- 타미야
- 이탈래리
- LEGO
- 하스브로
- 영실업
- 옥스포드
- 초이락컨텐츠컴퍼니

## 같이 보기
- 장난감 가게
- 놀이터
- 놀이
- 바비
- 보드게임
- 피겨
- 인형

장난감을 소재로 한 영화
- 토이 스토리
- 토이 스토리 2
- 토이 스토리 3
- 토이 스토리 4